# Karol Hube
Karol Hube (ur. 18 lutego 1769 w Toruniu, zm. 5 lipca 1845 w Krakowie) – polski naukowiec i wojskowy, matematyk, rektor Uniwersytetu Jagiellońskiego i prezes Towarzystwa Naukowego Krakowskiego.

## Życiorys
Był synem Michała fizyka i matematyka. Studiował matematykę w Szkole Rycerskiej w Warszawie, a następnie na Uniwersytecie w Tybindze. Podczas insurekcji kościuszkowskiej uczył matematyki w Szkole Korpusu Inżynierów Litewskich. Przez pewien czas przebywał na emigracji w Paryżu.
Od 1807 był kapitanem inżynierów w dywizji generała Dąbrowskiego.
Od 1810 do 1841 profesor Uniwersytetu Jagiellońskiego. Wykładał astronomię i matematykę, w tym matematykę wyższą oraz jej zastosowania w mechanice i fizyce oraz algebrę, arytmetykę, geometrię elementarną i trygonometrię. Od 1818 z ramienia uczelni był senatorem Rzeczypospolitej Krakowskiej i walczył o jak największą autonomię Uniwersytetu.
Był kierownikiem Katedry Matematyki Elementarnej, dziekanem Wydziału Filozoficzno-Matematycznego, a w latach 1833–1835 rektorem Uniwersytetu Jagiellońskiego i prezesem Towarzystwa Naukowego Krakowskiego. W 1841 zakończył karierę akademicką.
Zmarł w 1845 w Krakowie, pochowany został na cmentarzu Rakowickim.